# پدرو زرولو
پدرو زرولو (اسپانیایی: Pedro Zerolo‎; ۲۰ ژوئیهٔ ۱۹۶۰ – ۹ ژوئن ۲۰۱۵) سیاست‌مدار و وکیل اهل اسپانیا و ونزوئلا بود. وی عضو شورای شهر مادرید و عضو حزب کارگران سوسیالیست اسپانیا بود که در حزب وی مسئولیت دبیر برای جنبش‌های مدنی و روابط با سازمان‌های مردم‌نهاد بود.
زرولو یکی از مهمترین شخصیت‌های جنبش‌های اجتماعی دگرباشان جنسی و یکی از بزرگترین مدافعان ازدواج همجنس‌گرایان در اسپانیا و سرپرستی فرزند توسط همجنس‌گرایان در اسپانیا بود. وی یکی از چهره‌های بارز همجنس‌گرا در جامعه دگرباشان جنسی است.